# Evolução dos uniformes do Cruzeiro Esporte Clube
Alinhado com a evolução do futebol, no que diz respeio ao estilo de jogo ou às táticas, também houve a evolução dos uniformes usados pelos jogadores. Antes feitos simplesmente costurados com algodão, hoje em dia as camisas dos clubes de futebol são feitas com uma grande tecnologia, que proporciona aos jogadores poder jogar seu melhor.
Abaixo segue a evolução da camisa de um dos maiores clubes brasileiros de futebol, o Cruzeiro. Desde sua fundação, o clube já mudou de nome e cores, sendo bastante interessante observar esse desenvolvimento.
| Ano       | Imagem                                                                | Comentário |
| --------- | --------------------------------------------------------------------- | --- |
| 1921      |                                                                       | O primeiro uniforme do time foi improvisado. Era camisa verde escura, calção branco e meias verdes. Foi com ele que o clube marcou a sua estreia no dia 3 de abril, no Estádio do Prado Mineiro, com uma vitória de 2 a 0 sobre o Combinado Villa Nova e Palmeiras, de Nova Lima. |
| 1922      |                                                                       | |
| 1923-1927 |                                                                       | |
| 1928-1935 |                                                                       | Neste ano a camisa verde escura deu lugar a um tom mais claro, com gola branca e punhos vermelhos. O calção continuou branco e as meias verdes ganharam detalhes em vermelho e branco, caracterizando as cores da bandeira italiana. Este uniforme foi utilizado, até 1940. Por causa da cor verde clara da camisa o time levou o apelido de "periquito". |
| 1936-1939 |                                                                       | |
| 1940-1942 |                                                                       | Neste ano houve uma modificação radical no uniforme. A camisa passou a ter faixas horizontais verde e vermelha, gola e punhos brancos com o escudo ao centro. O calção branco e as meias vermelhas. Com este uniforme aconteceu a conquista do Campeonato da cidade de 1940, após 10 anos de jejum. O apelido também mudou de "periquito" para "tricolor". |
| 1942      |                                                                       | Camisa usada uma única vez. |
| 1942-1956 |                                                                       | Com o nome modificado para Cruzeiro, o novo uniforme passou a ter camisa azul com gola e punhos brancos. O escudo redondo com o fundo azul e a constelação do Cruzeiro do sul ao centro, ficava no lado esquerdo da camisa. Os calções e as meias passaram a ser brancos. |
| 1950-1956 |                                                                       | Devido ao estado precário dos sistemas de iluminação dos estádios, o Cruzeiro lançou um uniforme para os jogos noturnos: camisa branca com gola, punhos e o escudo azul; calção azul e meias brancas. O uniforme durou 9 anos. |
| 1956      |                                                                       | Uma nova experiência foi feita com o lançamento de mais um novo uniforme. Desta vez a camisa passou a ter listras horizontais azul e branca; calções brancos e meias brancas. Não chegou a ser utilizado em muitas partidas. |
| 1957-1959 |                                                                       | |
| 1959-1983 |                                                                       | Neste ano, o Cruzeiro modificou, mais uma vez o seu uniforme. A camisa passou a ser toda azul, sem golas e com as estrelas soltas a altura do peito. Os calções brancos ganharam em sua lateral uma listra azul vertical e as meias continuaram brancas. A estreia do novo uniforme aconteceu no Estádio dos Tecelões, num amistoso contra o Renascença, no dia 19 de setembro. O jogo terminou com um empate em 1 a 1. O gol foi de Abelardo, o "flecha azul". |
| 1976      |                                                                       | Camisa usada na conquista da Taça Libertadores da América of 1976 |
| 1984      |                                                                       | Primeira camisa com logotipo do fornecedor de material esportivo (Topper) |
| 1987-1988 |                                                                       | |
| 1989      |                                                                       | Primeira camisa com patrocinador (Coca-Cola) |
| 1990-1991 |                                                                       | |
| 1992-1995 |                                                                       | |
| 1996      |                                                                       | |
| 1997      |                                                                       | |
| 1998      |                                                                       | |
| 1999      |                                                                       | |
| 2000      |                                                                       | Neste ano o clube abandonou as estrelas soltas no lado esquerdo da camisa, após 40 anos. Pela primeira vez, a camisa passou a levar o escudo oficial do clube. |
| 2001      |                                                                       | |
| 2002      |                                                                       | O Cruzeiro voltou a utilizar as estrelas soltas no lado esquerdo da camisa. |
| 2003      |                                                                       | O escudo voltou a substituir as estrelas soltas, dessa vez acompanhado de duas taças, referentes às conquistas das Libertadores. |
| 2004      |                                                                       | Novamente adota-se um uniforme número 3, azul celeste, lembrando as cores da seleção do Uruguai. Nesse ano o escudo, nos três uniformes, além das tacinhas, ganhou uma coroa (posteriormente incluída no estatuto do clube como parte oficial do escudo) relembrando a conquista da Tríplice Coroa no ano anterior. Além disso, também estava presente o escudo da CBF, como atual Campeão Brasileiro, acompanhado de duas estrelas amarelas, referentes aos dois títulos de campeão nacional. |
| 2005      |                                                                       | Os uniformes números 1 e 2 utilizados em competições nacionais e utilizam o escudo no peito. Nas competições internacionais e em algumas partidas do Campeonato Brasileiro utilizou-se o uniforme número 3, de azul um pouco mais claro, e com mais detalhes brancos, porém com as estrelas soltas. Uma novidade nesse terceiro uniforme foi a cor dos números dos jogadores, que passou a ser amarelo. Nos três modelos as estrelas e taças deslocaram-se para a manga da camisa. |
| 2006      |                                                                       | Entra em vigor o contrato com a multinacional alemã Puma. Os uniformes 1 e 2 seguem o tradicional, sem muitos detalhes. As tacinhas e estrelas foram abandonadas. Segue apenas a coroa em cima do escudo, que como dito anteriormente, passou a fazer parte do estatuto do clube. O uniforme 3, assim como em 2005, traz as estrelas soltas com a coroa sobre elas. Detalhe também para uma faixa branca e outra dourada sobre as mangas. |
| 2007      |                                                                       | Após eleição realizada pelo site do clube, os torcedores decidem que as estrelas soltas voltariam à camisa. A coroa passa a ficar logo abaixo da gola, juntamente com o nome do time. O logo da Puma, assim como o número nas costas, passam a ser dourados. |
| 2008      | Material esportivo: Puma Patrocinadores: Tenda Construtora e Fiat     | Uniforme 1: As estrelas soltas continuaram na camisa, juntamente com a coroa perto da gola, que era em formato V. Todos os detalhes em branco, exceto a coroa que era em dourado. Uniforme 2: As estrelas soltas também continuaram no segundo uniforme. Desta vez uma gola azul por fora da camisa era o principal detalhe. Tinha a logomarca da Tenda Construtora em vermelho na frente e costas da camisa e nas mangas a logomarca da Fiat em azul. Os outros detalhes eram em azul. Uniforme 3: Neste modelo o Cruzeiro adotou novamente o escudo. A camisa era em tons de azul claro mais parecido com um verde. Alguns detalhes de azul claro nos lados e na parte inferior das costas. As logomarcas dos patrocinadores eram em branco e o número em amarelo.                                                                                                   |
| 2009      | Material esportivo: Reebok Patrocinadores: Banco Bonsucesso           | Uniforme 1: Novamente o Cruzeiro adotou as estrelas soltas. A logomarca da Reebok na região do pescoço, número na parte frontal e a coroa pouco acima do peito. Esta foi a camisa mais vendida da história do Clube (até 2011). No meio do ano incorporou-se a logomarca do Banco Bonsucesso, que por ter uma estrela combinou com a camisa celeste. Uniforme 2: As estrelas soltas continuaram no segundo uniforme. Porém os detalhes que eram brancos passaram a ser azuis. Uniforme 3: O Cruzeiro colocou o escudo atual no lado esquerdo do peito e no lado direito colocou o escudo do Palestra Itália. A camisa nas cores de azul claro no início ao azul marinho no final (em degradê). Uma pequena bandeira da Itália na região da nuca foi colocada para incrementar a camisa. A linda camisa foi estreada na partida de despedida do ídolo uan Pablo Sorín.  |
| 2010      | Material esportivo: Reebok Patrocinadores: Banco BMG e Ricardo Eletro | Uniforme 1: No primeiro uniforme o Cruzeiro continuou com as estrelas soltas. Alguns detalhes em branco foram colocados, o número na frente continuou, a coroa em dourado foi para as costas da camisa. Os números eram em branco, a logomarca do BMG em laranja, e a do Ricardo Eletro em amarelo, o que causou descontentamento dos torcedores. Uniforme 2: O segundo uniforme do Cruzeiro voltou a ter o escudo, e é basicamente o primeiro uniforme com os detalhes invertidos, como números em azul. Uniforme 3: Era o mesmo uniforme de 2009, porém com os patrocinadores diferentes. Uniforme 4: Como 2010 foi o ano da Copa, o Cruzeiro fez um uniforme amarelo para homenagear todos os convocados que atuam ou atuaram no Cruzeiro. Essa camisa era o mesmo modelito dos uniformes de 2009, porém era listrada horizontalmente com detalhes em azul marinho. |

## Fornecedores de Material Esportivo
- Topper (1984-1985)
- Adidas (1986-1989)
- Finta (1990-1996)
- Rhumell (1997-1998)
- Topper (1998-2005)
- Puma (2006-2008)
- Reebok (2009-2012)
- Olympikus (2012-2014)
- Penalty (2015-2016)
- Umbro (2016-2019)
- Adidas (2020-)

## Patrocinadores Master
- Supermercado Medradão (1984)
- Frigorífico Perrella (1985)
- BDMG (1986)
- Coca-Cola (1989-1995)
- Energil C (1995-1999)
- Fiat (2000-2003)
- Siemens (2004-2005)
- Xerox (2006-2007)
- Construtora Tenda (2007-2008)
- Sócio do Futebol (2009)
- EMS
- Energil C
- Banco Bonsucesso (2009)
- Banco BMG (2010-2014)
- CAIXA (2015-2018)
- Banco Renner (2019-2020)
- Supermercados BH (2020-)

## Patrocinadores Premium
- Gelmax (1998-1999)
- Telebingão Campeão (1998-1999)
- Ceras Grand Prix (2000-2001)
- Lousano (2001-2003)
- Aethra (2006-2007)
- Fiat (2008)
- Essa torcida move o time (2009)
- Aethra (Final da Copa Libertadores de 2009)
- Fiat (2009)
- Ricardo Eletro (2010)
- Netshoes (2011)

## Patrocinadores Standard
- Supermercados BH (2009)
- Questão de Estilo – Jeans Wear (2009-2010)
- Avanço (2010)
- Neo Química (2010)
- Supermercados BH (2011)
- Ale (2011)
- Alpi Medic (2011-atual)
- Brahma (2012-atual)
- GuaraMix (2012-2014)